# Velivoli di produzione italiana 1935-1945
Velivoli di produzione italiana 1935 al 1945. Principali aerei militari italiani coinvolti nella seconda guerra mondiale.
I dati potrebbero non essere accurati.

## Caccia e caccia-bombardieri
| Fiat CR.32                 | 1212      |
| Fiat CR.42                 | 1784      |
| Fiat G.50                  | 1237      |
| Fiat G.55                  | 185       |
| Fiat G.56                  | 2         |
| Macchi MC.200              | 1153      |
| Macchi MC.202              | 1100      |
| Macchi C.205V              | 312       |
| Reggiane Re.2000           | 28        |
| Reggiane Re.2001           | 243       |
| Reggiane Re.2002           | 249       |
| Reggiane Re.2005           | 48        |
| Reggiane Re.2006           | prototipo |
| Reggiane Re.2007           | prototipo |
| Campini-Caproni C.C.2      | prototipo |
| Campini Caproni C.A.183bis | prototipo |

## Caccia pesanti e caccia-bombardieri
| Breda Ba.65             | 218 |
| Breda Ba.88             | 149 |
| Savoia-Marchetti S.M.85 | 34  |
| Fiat CR.25              | 10  |
| Fiat CANSA F.C.20       | 12  |
| IMAM Ro.57              | 75  |

## Bombardieri
| Savoia-Marchetti SM.81 | 535  |
| Savoia-Marchetti SM.79 | 1217 |
| Savoia-Marchetti SM.82 | 875  |
| Savoia-Marchetti SM.84 | 309  |
| Fiat BR.20             | 534  |
| CANT Z.1007            | 561  |
| CANT Z.1018            | 20   |
| Caproni Ca.135         | 115  |
| Piaggio P.32           | 32   |
| Piaggio P.108          | 24   |

## Ricognizione e/o trasporto
| Caproni Ca.111                   | 137  |
| Caproni 133/148                  | 432  |
| Caproni 309/310/311/313/314      | 1349 |
| IMAM Ro.37                       | 620  |
| IMAM Ro.43/44                    | 229  |
| CANT Z.501                       | 465  |
| CANT Z.506                       | 378  |
| Fiat R.S.14                      | 187  |
| Savoia-Marchetti S.M.73/74/75/83 | 130  |
| Fiat G.12                        | 103  |

## Addestratori e ausiliari
| Caproni Ca.100   | 674 |
| Caproni Ca.164   | 279 |
| Breda Ba.25/28   | 763 |
| IMAM Ro.41       | 720 |
| Nardi FN.305/315 | 338 |
| Saiman 200/202   | 533 |
| AVIA FL.3        | 335 |
| CANSA C.5        | 63  |

Produzione totale ~18000